# Buck Rogers: Battle for the 25th Century
Buck Rogers: Battle for the 25th Century est un jeu de stratégie sur plateau basé sur l'univers de Buck Rogers. Il a été édité en 1988 par Tactical Studies Rules.